# Хорошівська волость
Хорошівська волость — історична адміністративно-територіальна одиниця Павлоградського повіту Катеринославської губернії.
Станом на 1886 рік складалася з 5 поселень, 5 сільських громад. Населення — 2411 осіб (1184 чоловічої статі та 1227 — жіночої), 956 дворових господарства.
|                     | Площа, десятин | У тому числі орної, дес. |
| ------------------- | -------------- | ------------------------ |
| Сільських громад    | 3642           | 1806                     |
| Приватної власності | 21776          | 5400                     |
| Іншої власності     | 120            | 65                       |
| Загалом             | 25538          | 7271                     |

Найбільше поселення волості:
- Хороше — село при річці Самара за 50 верст від повітового міста, 1191 особа, 209 дворів, церква православна, школа, лікарня, лавка, цегельний завод.